# 陽光伏特家
陽光伏特家 SunnyFounder 是綠點能創股份有限公司旗下品牌，於2015年創立，並推出台灣第一個全民電廠建置專案，旨在鼓勵民眾透過小額出資和提供屋頂參與綠電生產，讓每個人都能成為再生能源生產者，推動能源的永續發展。
2019年取得售電業執照，成為繼台電之後第二家售電業者，也是中華民國第一家綠能售電業公司。

## 歷史
2015年，登記設立「綠點社會企業股份有限公司」。
2015年，更名「綠點能創股份有限公司」。
2016年，陽光伏特家平台上線，並推動全台首座民眾共同出資建置的公民電廠：台南擔仔1號。
2017年，與台灣大哥大合作，推出第一屆種福電計畫，募款於屏東福慧大同之家建置太陽能電廠。
2019年，取得台灣首張再生能源電業執照。
2022年，獲頒經濟部中小企業署新創事業獎——創新服務組金質獎。
2023年，與國泰證券國泰證券攜手，發行全台首檔STO證券型代幣。
2024年，獲得和潤企業旗下能源公司和潤電能 2 億元戰略性投資。
2024年，協助台灣美妝公司歐萊德完成RE100，實現2023年100%綠電目標。

## 服務項目

### 全民電廠
陽光伏特家向建物持有者承租閒置屋頂空間，用於建置太陽能設備，並將建置成本以「太陽能板」為單位，開放民眾於網站上參與出資。台電以躉購制度向電廠收購電能，出資參與建置的民眾可獲得電廠的售電收益。
陽光伏特家扮演平台的角色，媒合屋頂提供者、電廠出資者與電力公司三方，並在電廠運轉期間提供金流與維運服務。

### 綠電交易
陽光伏特家提供電力收購、電力銷售、企業用電規劃等服務。陽光伏特家向再生能源電廠收購電力，透過「電能轉供制度」將電力透過台電輸配電網販售給用電單位，過程中協助售電業者完成台電審查，以及辦理再生能源憑證。
現行制度下企業必須在再生能源電廠發電的同時用電，才能宣稱使用綠電，以達成綠色供應鏈或相關能源政策目標。陽光伏特家協助媒合供給端與需求端，為電力供給者找到多個用電戶，並利用豐富電力匹配經驗，為電力需求者的用電型態調配不同的供給來源。

## 外部連結
陽光伏特家官方網站（繁體中文）
陽光伏特家官方部落格：陽光部落格 （页面存档备份，存于）（繁體中文）